# Cassis
Cassis [kaˈsi oder auch kaˈsis] ist eine französische Stadtgemeinde mit 6706 Einwohnern (Stand 1. Januar 2022) im Département Bouches-du-Rhône (13) in der Region Provence-Alpes-Côte d’Azur. Sie gehört zum Arrondissement Marseille und zum Kanton La Ciotat. Cassis ist ein Hauptakteur in der Entwicklung des Nationalparks Calanques.

## Geografie

### Lage
Die Kleinstadt befindet sich am Mittelmeer in einer Bucht der Calanque-Küste zwischen Marseille (30 km) und Toulon (42 km).

### Verkehr

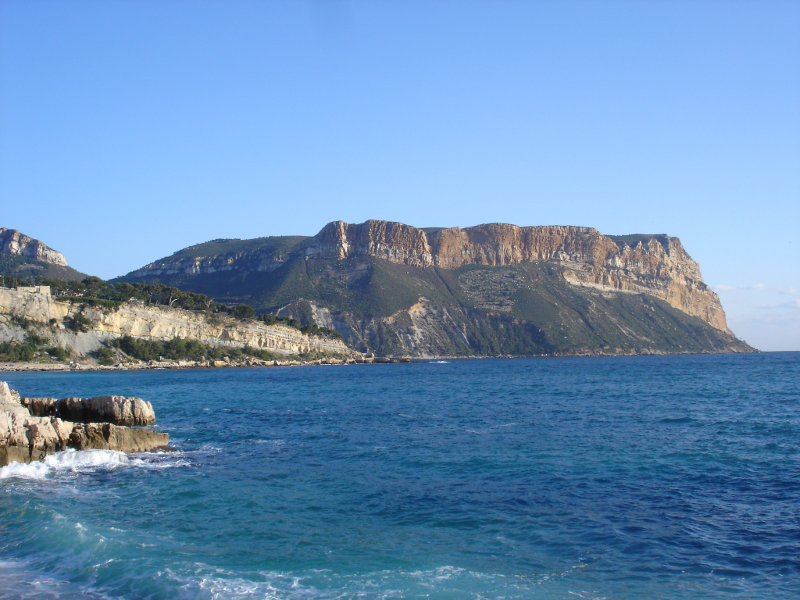
Cap Canaille

Von Marseille führt die Departementsstraße D 559 über den Pass Col de la Gineste nach Cassis. Eine im Jahre 1969 eröffnete kleinere Bergstraße, die Route des Crêtes, führt entlang der Steilküste weiter nach La Ciotat. Von dieser Panoramastraße hat man einen weiten Blick auf das Meer. Der bekannteste Felsen auf dem Weg ist das Cap Canaille.
Weiter im Landesinnern führt die Autobahn A 50 bei Cassis vorbei. Der Autobahnanschluss liegt etwa fünf Kilometer vom Ortszentrum entfernt.
Die Stadt verfügt auch über einen Bahnhof der französischen Staatsbahn SNCF an der Bahnstrecke Marseille–Ventimiglia, der sich ca. 2 km außerhalb (nördlich) des Ortes befindet. Der Bahnhof wird ausschließlich von Nahverkehrszügen bedient, hingegen nicht von den ebenfalls diese Strecke befahrenden Hochgeschwindigkeitszügen (TGV). Vom Bahnhof zum Ortskern besteht eine Pendelbusverbindung mit einer Fahrzeit von rund 15 Minuten.
Der Hafen wird nicht von Kursschiffen bedient. Er wird von Privatbooten, kleinen Fischerbooten und Ausflugsschiffen zu den Calanques genutzt. Ein weiterer Hafen für 500 Boote liegt in Port-Miou.

### Klima und Vegetation
Die jährliche Sonnenscheindauer beträgt ca. 3000 Stunden und die Niederschlagsmenge ca. 600 Millimetern pro Jahr. Der Boden ist, besonders wenn der Mistral weht, sehr trocken. Die Landschaft rund um den Ort wird von Reben, hauptsächlich aber von der immergrünen, sekundär entstandenen Gebüschformation der Garrigue geprägt, da ein Waldbrand am 21. August 1990 rund 3.500 Hektar Wald vernichtete. Die weitere Vegetation ist an die salzhaltige oder trocken-heiße Umgebung besonders angepasst.
Man findet vor allem Buschvegetation, die aus Kermes-Eichen, Rosmarin, Felsenbirne (Amelanchier) und Schneeball (lorbeerblättriger Schneeball, Laurier tin, Viburnum tinus) sowie gelegentlich aus Steineichen und verschiedenen Kiefern besteht.

## Geschichte

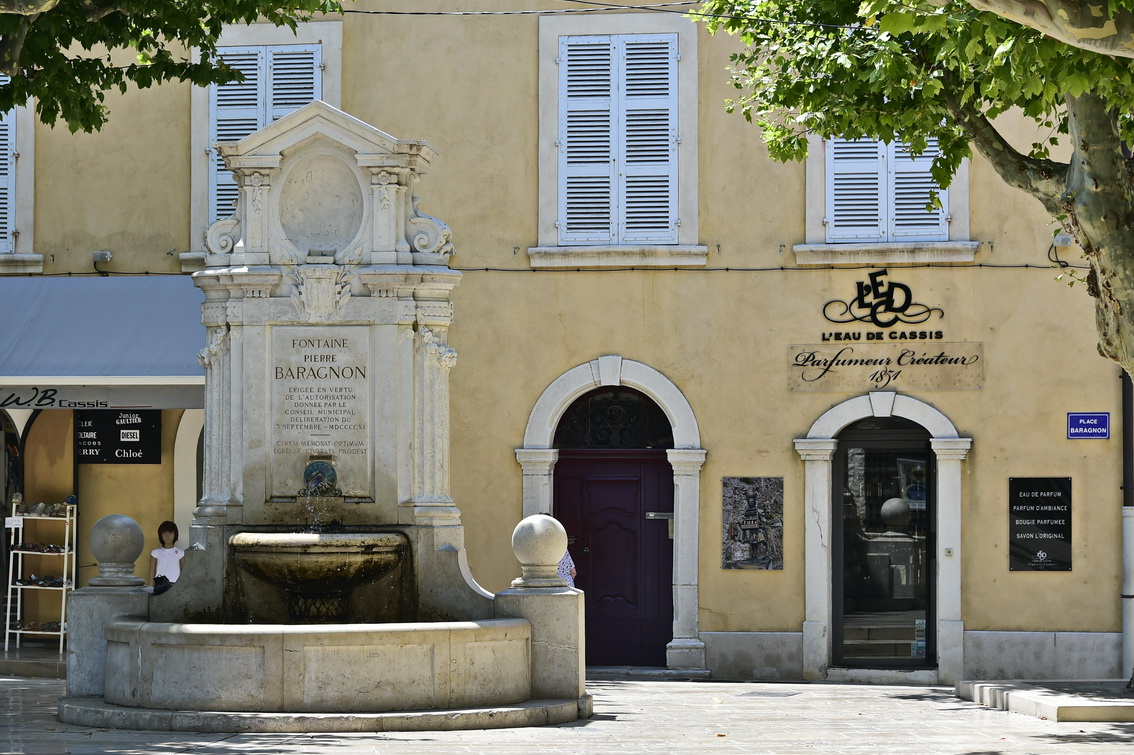
Place Baragnon

Erste Zeugen menschlicher Besiedelung gehen auf das 5. Jahrhundert v. Chr. zurück. Wahrscheinlich war die Bucht auch zur griechischen Zeit besiedelt. Im römischen Reich gehörte das Gebiet zur Provinz Gallia Narbonensis. Cassis wird als Carsici auch auf dem Itinerarium Antonini des 3. Jahrhunderts erwähnt. Das Dorf dürfte daraufhin über mindestens 1.200 Jahre das politische Schicksal der südlichen Provence geteilt haben.
Im Mittelalter befand sich Cassis auf einer erhöhten Stelle, die heute château (Burg) genannt wird. Auf Grund von Barbareneinfällen flüchtete sich die Bevölkerung auf diese erhöhte Stelle. Diese Siedlung wurde 1223 in die Herrschaft Baux-de-Provence einverleibt. Im 15. Jahrhundert gelangte Cassis nach dem Aussterben der Familie Baux an die Grafschaft Provence, bevor es nach dem Tode des Grafen René von Anjou und dessen kinderlosen Erben 1481 französisch wurde. König Ludwig XI. gab Cassis den Bischöfen von Marseille zu Lehen. Diese regierten Cassis bis zur Französischen Revolution.
Die heutige Altstadt wurde im 18. Jahrhundert am Hafen erbaut und die befestigte Siedlung auf dem Hügel wurde allmählich aufgegeben. Der verheerenden Pestepidemie von 1720 wird noch heute alljährlich gedacht. Im Februar 1794 übernachtete General Bonaparte auf einer Inspektionsreise in Cassis.
Im 19. Jahrhundert siedelten sich einige kleine Industriebetriebe an, darunter besonders solche im Steinbruch- und Zementgewerbe. Der Ort verfügt heute kaum noch über nennenswerte Industriebetriebe, seit 2006 eine Tresorfabrik nach Osteuropa verlagert wurde.

## Bevölkerungsentwicklung und Wohnsituation
Die Einwohnerzahl der Gemeinde nahm von 1962 bis 1999 kontinuierlich zu und nimmt seit dem konstant ab. Die Anzahl der Personen pro Haushalt nahm von 2,82 im Jahre 1968 auf 1,92 im Jahre 2020 ab.
| Jahr      | 1962  | 1968  | 1975  | 1982  | 1990  | 1999  | 2006  | 2018  | 2020  |
| --------- | ----- | ----- | ----- | ----- | ----- | ----- | ----- | ----- | ----- |
| Einwohner | 3.611 | 4.852 | 5.831 | 6.304 | 7.967 | 8.011 | 7.766 | 7.027 | 6.782 |

Die Gesamtzahl der Wohnungen in der Gemeinde Cassis stieg von 3221 im Jahr 1968 über 5.457 im Jahr 1999 auf 6127 im Jahr 2020. Im Jahre 2020 waren 57,3 % der Wohnungen Hauptwohnsitze, 36,2 % Zweitwohnsitze und 6,5 % waren Leerstand. 31 % des Wohnraums waren Einfamilienhäuser und 68,3 % Wohnungen. Die Gemeinde verfügt nicht über den im Artikel 55 des SRU-Gesetzes festgelegten Anteil von mindestens 25 % Sozialwohnungen. Cassis verfügte am 01/01/2017 über 314 Sozialwohnungen, was einem Anteil von etwa 8,7 % entspricht.

## Sehenswürdigkeiten

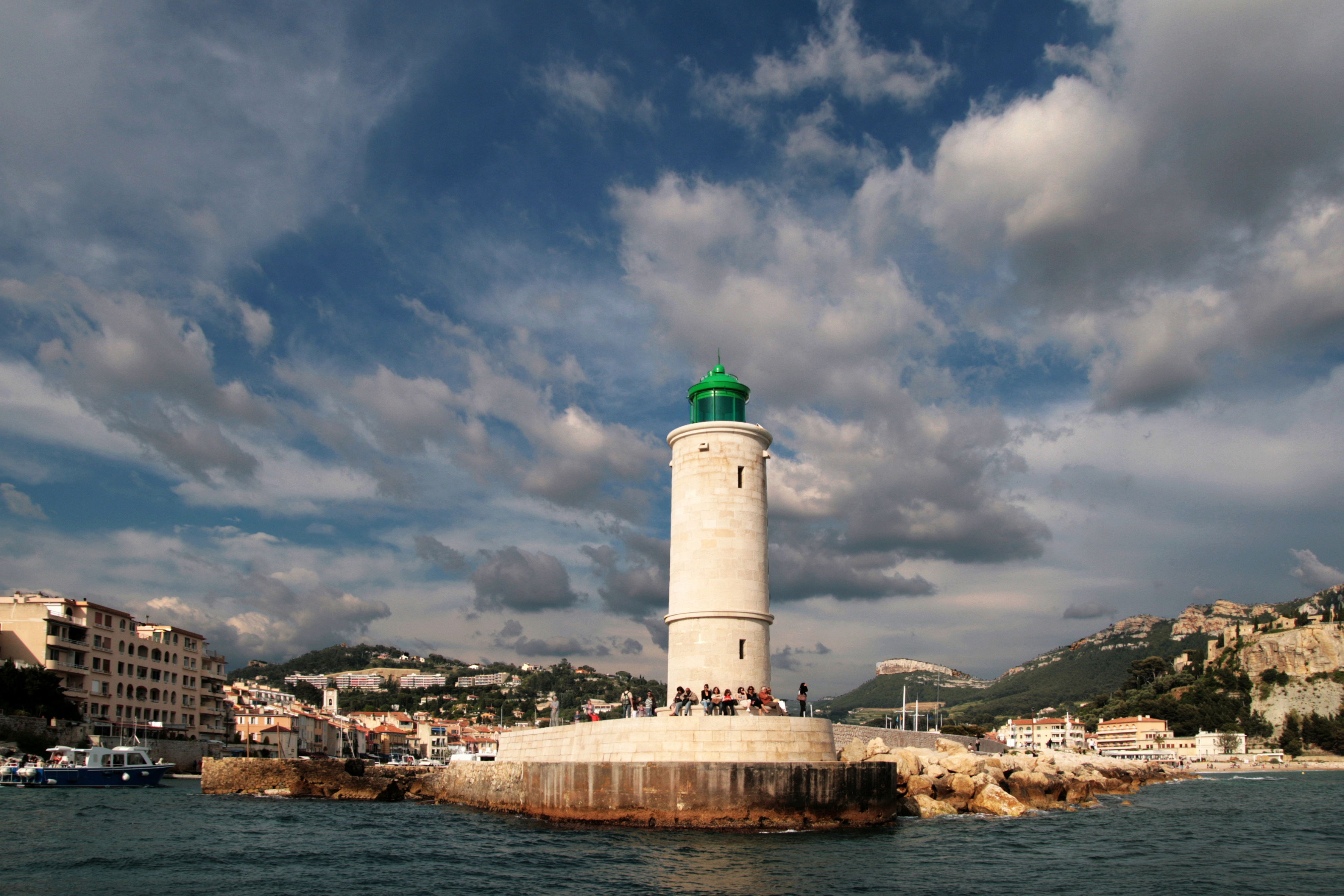
Leuchtturm vor Cassis

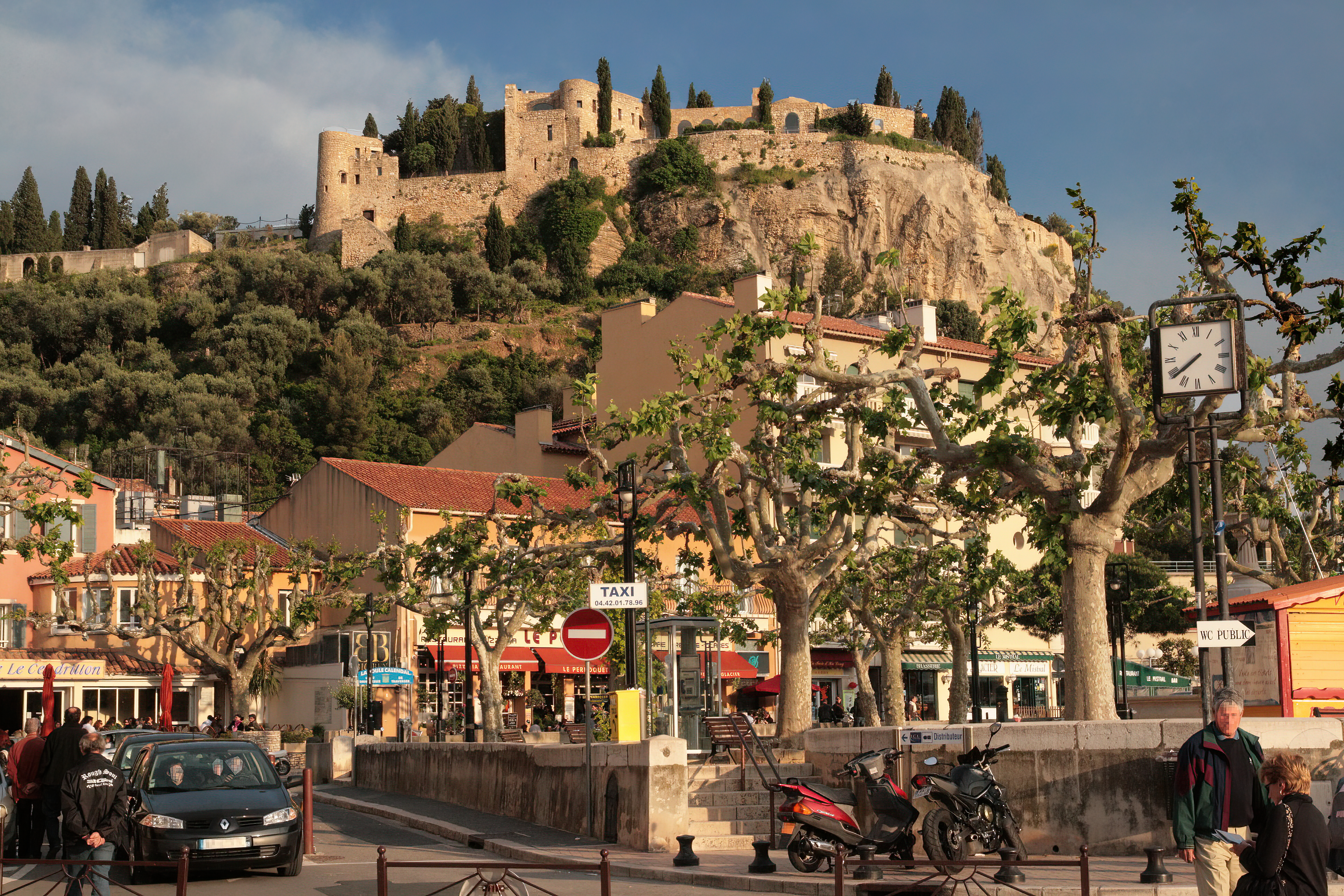
Zentraler Place Georges Clemenceau, im Hintergrund erhöht das Château des 14. Jahrhunderts

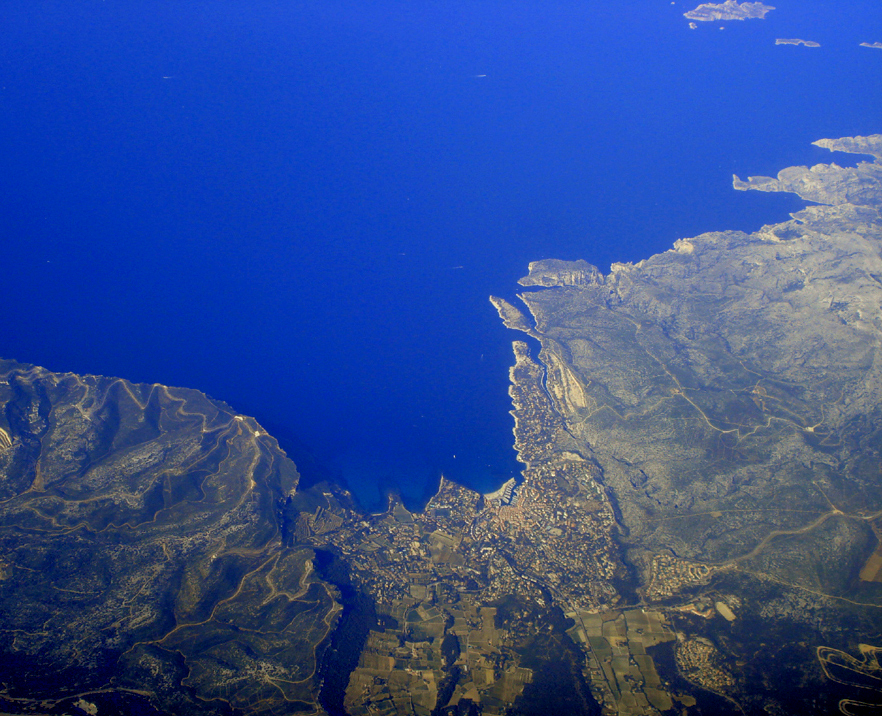
Luftaufnahme von Cassis

- Schloss (château): Befestigter Ort des 14. Jahrhunderts, im 19. Jahrhundert verfallen, heute ausgebaut zu Luxusferienwohnungen. Das Gelände ist heute in Privatbesitz und kann nicht besichtigt werden.
- Rathaus (hôtel de ville): Bau aus dem 16. Jahrhundert mit großer Treppe und salon d’honneur (Ehrensaal). Reste einer Küche aus dem Mittelalter.
- Kirche Saint-Michel: Erbaut zwischen 1859 und 1867 aus Cassis-Stein in neoromanischem Stil mit drei Schiffen.
- La Prud’homie: Im Jahr 1791 eingerichtetes Fischereigericht. In einer Nische steht die Statue des Hl. Petrus, die an der jährlichen Prozession der fête des pêcheurs durch die Straßen von Cassis getragen wird.
- Maison de l’Europe: Gebäude des 17. Jahrhunderts mit klassizistischer Fassade von 1808. Monumentales, denkmalgeschütztes Treppenhaus.
- Villa Ariane: Elegantes Anwesen aus dem 19. Jahrhundert mit Garten im griechischen Stil und kleinem Amphitheater. Ab Ende der 1920er-Jahre im Besitz des Malers, Schauspielers und Mäzens Jerome Hill, nach dessen Tod Eigentum der Camargo Foundation.

## Gemeindepartnerschaften
Cassis pflegt Partnerschaften mit:
- Burnham-on-Sea im Vereinigten Königreich
- Portofino in  Italien

## Veranstaltungen
- Ein immer noch bedeutendes Fest im Jahreskalender ist das Fest der Fischer, auch Fête de la Saint-Pierre et de la Mer genannt. Es findet Ende Juni statt.
- Jeweils am ersten Sonntag im September wird das Winzerfest gefeiert.
- Zweimal pro Woche wird ein Gemüsemarkt auf der Place Baragnon abgehalten; jeden Samstag findet auf der Place Clémenceau der marché paysan, ein – frei übersetzt – saisonaler Wochenmarkt statt. In der französischen Ferienzeit zwischen dem 1. Juli und dem 31. August gibt es abendlich auf beiden Plätzen, von 18:00 Uhr bis Mitternacht, einen Nachtmarkt, auf dem Bekleidung, Schmuck und anderes feilgeboten wird.[3]
- Seit 1979 ist Cassis am letzten Oktobersonntag Zielort von Marseille – Cassis, einem der populärsten Volks- und Straßenläufe Frankreichs.

## Wirtschaft

### Steinbrüche
Der helle Kalkstein von Cassis wurde bereits in der Antike abgebaut. 1720 wurde wieder mit dem Abbau begonnen. Der Stein aus Cassis war aus zwei Gründen beliebt: einerseits ist er recht widerstandsfähig gegen Witterungseinflüsse, andererseits war der Transport aus den am Meer gelegenen Steinbrüchen per Schiff vergleichsweise kostengünstig. Steine aus Cassis wurden für den Hafenbau von Marseille und Alexandria verwendet. Die letzten Steinbrüche wurden in den 1980er-Jahren geschlossen.

### Fischerei
Die Fischerei ist heute unbedeutend; nur noch ein halbes Dutzend Berufsfischer fahren auf das Meer. Bis zum Aufkommen des Tourismus bedeutete die Fischerei aber eine der Haupteinnahmequellen von Cassis. Immer noch wird täglich der Fang des Tages im Hafen verkauft. Dort steht auch die Statue des kleinen Sardellenfischers Calendal nach einem Motiv des Dichters Frédéric Mistral. Wie in vielen kleinen Häfen am Mittelmeer so drängen auch in Cassis die Yachten und Segelboote die kleinen Fischerboote zurück – höhere Liegeplatzgebühren, verbunden mit Wassersporttourismus, sind auch eine Einnahmequelle für die Kommune.

### Weinbaugebiet

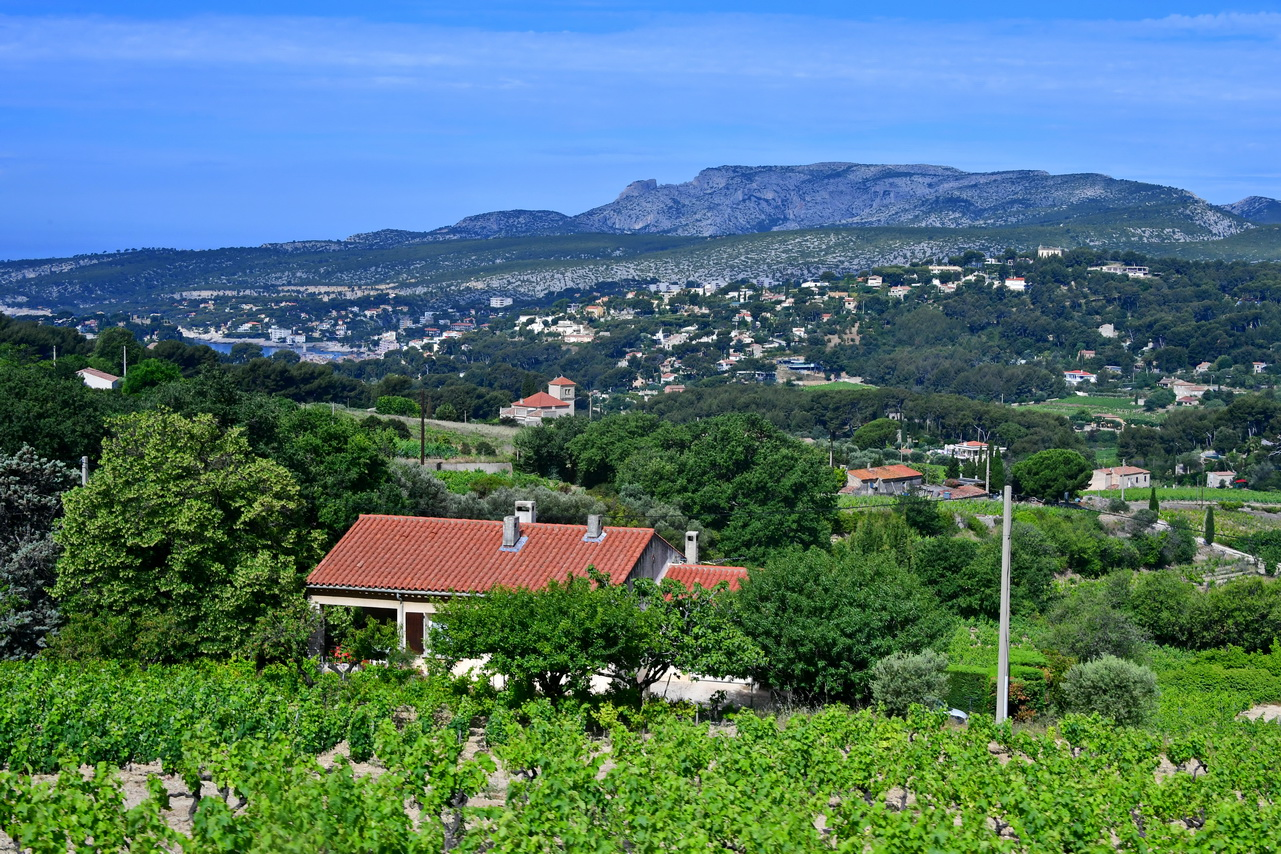
Ortseingang von Cassis

Der Weinbau ist in Cassis seit mindestens dem 12. Jahrhundert nachweisbar. Nachdem Ende des 19. Jahrhunderts durch die Reblauskatastrophe sämtliche Reben eingingen, wird der Weinbau erst seit Mitte des 20. Jahrhunderts wieder in bedeutendem Umfang gepflegt.
Das 196 Hektar große Weinbaugebiet von Cassis hat seit dem 15. Mai 1936 den Status einer Appellation d’Origine Contrôlée (AOC). Der Wein wird auf zwölf Domänen gekeltert. Die Lagen sind in Richtung Süden ausgerichtet. Es wird sowohl Weißwein (Anteil etwa 80 Prozent), Rotwein (Anteil etwa 15 Prozent) und Roséwein (Anteil etwa fünf Prozent) erzeugt.
- Rot-/Roséwein: Der Rotwein sowie der Rosé von Cassis besteht aus den Rebsorten Barbaroux, Carignan, Cinsault, Grenache und Mourvèdre. Daneben ist noch die Sorte Terret Noir zugelassen. Der Anteil der letzten Sorte beträgt höchstens fünf Prozent. Aufgrund des großen Anteils an Mourvèdre sind die Weine kräftig sowie reich an Tanninen.
- Weißwein: Der Weißwein von Cassis besteht aus den Rebsorten Clairette Blanche und Marsanne blanche. Seit 2005 muss der Anteil dieser beiden Sorten zusammen mindestens 60 Prozent betragen. Daneben sind noch in geringem Umfang die Sorten Bourboulenc (hier Doucillon genannt), Pascal Blanc, Sauvignon Blanc, Terret Blanc und Ugni Blanc zugelassen.

### Tourismus

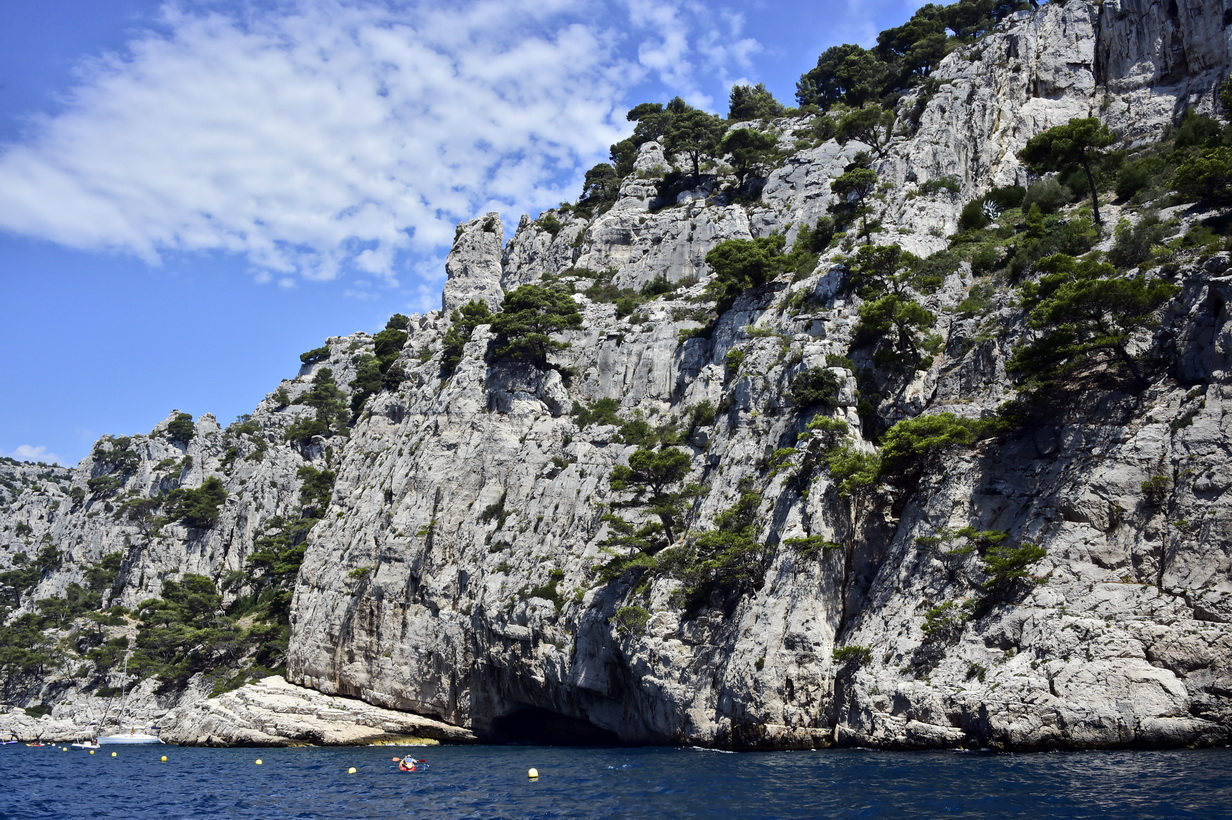
Calanques

Cassis lebt heute hauptsächlich vom Tourismus, der seit der zweiten Hälfte des 20. Jahrhunderts allmählich an die Stelle von Industrie und Gewerbe getreten ist. Es gibt gut ein Dutzend Hotels, davon nur wenige größere, die sich alle relativ diskret in das Ortsbild einfügen. Fünf Bed and Breakfast und zahlreiche Ferienwohnungen bieten ebenfalls Unterkunft. Rund 3 km vom Ort entfernt liegt eine Jugendherberge. Außerdem gibt es einen Campingplatz Les Cigales im Norden nahe der Straße D559.
Cassis verfügt über ein Museum (Musée municipal méditerranéen d’art et traditions populaires), eine Spielbank (casino) und zahlreiche Kunstgalerien.
Von Cassis aus fahren in den Frühjahrs- bis Herbstmonaten mehrmals stündlich Boote zu Besichtigungsfahrten in die Calanques aus. Am häufigsten besucht werden die drei am nächsten gelegenen Calanques von Port-Miou, Port-Pin und En-Vau. Eine Calanque ist ein vom Meer überschwemmtes steiles Flusstal. Cassis ist aber auch berühmt für Tauchferien, da das Wasser in den Calanques sehr klar ist. Es gibt zwei öffentliche überwachte Strände, den Sandstrand Plage de la Grande Mer und den Kiesstrand Plage du Bestouan; ferner kann in drei weiteren nicht überwachten Buchten oder auf den Klippen gebadet werden.
Im Herbst und Frühjahr sind die Wanderwege rund um die Calanques zugänglich. Der Zugang zu den Calanques ist vom 1. Juni bis zum 30. September wegen Waldbrandgefahr reglementiert. Die Brandgefahr ist abhängig von der Temperatur, den Niederschlägen, der Windstärke, der Feuchtigkeit der Vegetation und der Sonneneinstrahlung und wird von der Präfektur auf der Grundlage der Wettervorhersagen festgelegt. Aktuelle Beschränkungen werden im Internet veröffentlicht. Der Zugang, der Verkehr und das Parken von Fahrzeugen außer auf den für den öffentlichen Verkehr geöffneten Straßen sind das ganze Jahr über verboten. Stets geöffnet ist der Lehrpfad Sentier du Petit Prince auf der Halbinsel gegen Port-Miou, der zur Erinnerung an Antoine de Saint-Exupéry angelegt wurde. Der Schriftsteller und Pilot wurde 1944 über dem offenen Meer zwischen Cassis und Marseille abgeschossen. Das Flugzeugwrack wurde im Jahr 2000 in der Nähe der Île de Riou geortet und im Herbst 2003 geborgen.

## Wappen
Wappenbeschreibung: Das Wappen von Cassis zeigt den Stab des Bischofs von Marseille in Gold, flankiert von zwei weißen Fischen auf blauem Grund. Der Bischofsstab verweist auf die jahrhundertelange Herrschaft der Bischöfe über das Gebiet, die Fische auf die einstige Bedeutung der Fischerei, und der blaue Grund symbolisiert das Meer.

## Persönlichkeiten
- Jean-Jacques Barthélemy (1716–1795), Altertumsforscher und Mitglied der Académie française
- Henri Crémieux, französischer Schauspieler und Drehbuchautor, starb am 10. Mai 1980 in Aubagne. Der Amtsakt wurde jedoch in Cassis verfasst, wohin seine sterblichen Überreste transportiert worden waren.
- Rudy Ricciotti, Architekt, seit 2010 in Cassis wohnhaft

## Anmerkung
1. ↑  http://bpatp.paca-ate.fr/